# Sonsoles San Román
Sonsoles San Román Gago es una socióloga española, catedrática de Sociología en la Universidad Autónoma de Madrid. Sus áreas de especialización incluyen educación, género y feminización.
Ha sido colaboradora en dos equipos de investigación dirigidos por el catedrático de Sociología en la Universidad Complutense, Mariano Fernández Enguita.

## Publicaciones
- 1998: Las primeras maestras. Los orígenes del proceso de feminización en España. Barcelona, Ariel.
- 2006 (con Regina Cortina): Women and Teaching: Global Perspectives on the Feminization of a Profession.  Springer.[2]
- 2015: Una maestra republicana: El viejo futuro de Julia Vigre (1916-2008). Madrid: Machado Grupo de Distribución.[3][4]

## Reseñas sobre sus obras
- García Romero, Juana, Las primeras maestras. Los orígenes del proceso de feminización en España. Revista Anthropos, 184-185 (1999): 197-198.